# パラッツオーロ・スル・セーニオ
パラッツオーロ・スル・セーニオ（伊: Palazzuolo sul Senio）は、イタリア共和国トスカーナ州フィレンツェ県にある、人口約1,100人の基礎自治体（コムーネ）。

## 地理

### 位置・広がり

#### 隣接コムーネ
隣接するコムーネは以下の通り。括弧内のRAはラヴェンナ県、BOはボローニャ県所属を示す。
- ボルゴ・サン・ロレンツォ
- ブリシゲッラ (RA)
- カーゾラ・ヴァルセーニオ (RA)
- カステル・デル・リーオ (BO)
- フィレンツオーラ
- マッラーディ

### 気候分類・地震分類
パラッツオーロ・スル・セーニオにおけるイタリアの気候分類 (it) および度日は、zona E, 2942 GGである。
また、イタリアの地震リスク階級 (it) では、zona 2 (sismicità media) に分類される。

## 行政

### 分離集落
パラッツオーロ・スル・セーニオには以下の分離集落（フラツィオーネ）がある。
- Bibbiana, Campanara, Casetta di Tiara, Mantigno, Misileo, Piedimonte, Quadalto, Salecchio, Visano